# 쩌우득현
쩌우득현(베트남어: Huyện Châu Đức / 縣周德)는 베트남 바리어붕따우성의 현이다. 2003년을 기준으로 쩌우득현의 인구는 149,707명이고, 면적은 421km2이다. 현도는 응아이자오에 있다.

## 행정 구역
쩌우득현은 1개의 시진과 15개의 사를 관할하고 있다.

### 시진
- 응아이 자오 시진 (Thị trấn Ngãi Giao, 義交市鎭)

### 사
- 바우찐 사 (Xã Bàu Chinh, 保政社)
- 빈바 사 (Xã Bình Ba, 平巴社)
- 빈자 사 (Xã Bình Giã, 平也社)
- 빈쭝 사 (Xã Bình Trung, 平中社)
- 꾸비 사 (Xã Cù Bị, 劬備社)
- 다박 사 (Xã Đá Bạc, 多泊社)
- 낌롱 사 (Xã Kim Long, 金龍社)
- 랑런 사 (Xã Láng Lớn, 廊𢀲社)
- 응이어타인 사 (Xã Nghĩa Thành, 義城社)
- 꽝타인 사 (Xã Quảng Thành, 廣城社)
- 선빈 사 (Xã Sơn Bình, 山平社)
- 수오이응에 사 (Xã Suối Nghệ, 帥藝社)
- 수오이라오 사 (Xã Suối Rao, 帥饒社)
- 싸방 사 (Xã Xà Bang, 杈邦社)
- 쑤언선 사 (Xã Xuân Sơn, 春山社)